# Болгарська музика
Болгарська музика є частиною  болгарської,  балканської,  європейської та світової культури. Сформувалася на основі народної музики слов'янських племен, увібравши у себе елементи музичних культур інших народів, що населяли територію сучасної Болгарії.

## Історичний нарис
На території Болгарії збереглися пам'ятки культур різних народів, що населяли Балкани в давнину — зокрема фракійської, іллірійської, еллінської, візантійської, турецької та інших. Ці культури мали значний вплив на формування культур слов'янських племен, які стали переважати на балканах з VII століття. До ранньої доби розвитку музичної культури болгар відносяться керамічні зображення водяного органу, скульптури і рельєфи вершника, який тримає в руках ліру.
Давній фольклор болгар пов'язаний із язичницькими культами, що не щез навіть після прийняття християнства. Наприклад, у проповіді Козьми Пресвитера (10 в.), згадується про поширені в народі «бісовскі» обрядові святкові танці зі співом під акомпанемент гуслів. Типові зразки зберігшихся обрядів з музикою і танцями — з.зв. кукерські ігри, що виконуються рядженими під дзвін мідних дзвіночків, ритуальні танці нестінарок, що виконувались на розпечених вугіллях, а також різні зимові та весняні обряди та ігри, пов'язані з ритуальними святами і потім приурочені до християнського календаря — «лазарські», «еневські», «ладувані», «пеперуда» («метелик»), «герман» та інші. Важливе місце в архаїчному фольклорі займають і пісні обрядно-трудового циклу — пастуші («овчарски»), орні («на копан»), післязбиральні («седенкарски»), а також т. зв. «Тлакі» — веселі сатиричні пісні, що супроводжують легку домашню роботу.

### Християнська музика
З утвердженням християнства в Болгарії розвивався церковний спів давньоболгарською мовою, але під час візантійського панування (1018—1187) проникнення у болгарську церкву канонізованого візантійського співу затримало розвиток пов'язаних з народною основою болгарських національних релігійних співів. Після звільнення від володарювання  Візантії і утворення Другого Болгарського царства (1187—1396) почався розквіт болгарської культури. У ХІІІ-XIV ст. під впливом народного музичного мистецтва сформувався болгарський розспів. З тих часів збереглися «Зографскій трефологій» (13 ст.) Та «Синодик на цар Борил» (14 ст.) — Єдині що дійшли до нас писемні пам'ятки з музичною нотацією.
Багато візантійських співочників — болгарського походження. Найвідоміший з них — півчий і композитор Іоанн Кукузель, прозваний «Ангелогласним» (жив у монастирі у Візантії). Він створив неовізантійську невменну нотацію (т.з. «Кукузелеви невми»), яка використовується в сучасній церковній музиці і по сьогоднішній день. У той час як у Візантії культивувалися складні, віртуозні кукузелеви піснеспіви з візерунчастою орнаментикою, в Болгарії розвивалося простіший, демократичний культовий спів. Болгарські наспіви, т.з. «Bulgarica», проникають і в західну церковну музику. З
Завоювання Болгарії турками (1393-96) поклало кінець її незалежності як самостійної держави. Болгарські ченці в монастирях Афон а зберігали свої церковні наспіви, а мандрівні ченці були розповсюджувачами болгарських піснеспівів серед інших слов'янських народів.

### Становлення професійної школи
Під час османського панування в Болгарії не було ніяких музичних інституцій, лише небагатьом болгарам вдавалося отримували музичну освіту в Європі, деякі з них повернулися на батьківщину і створили зразки самобутньої болгарської класичної музики. Османське іго знайшло своє відображення в народній музиці — з 14 століття з'являються історичні пісні, в яких знайшли відображення важливі події в житті країни. Найбільш давні з них пов'язані зі смертю царя Івана Шишмана (14 ст.). Традиції історичних пісень продовжують т. зв. «Хайдушкі» (повстанські), пов'язані з національно-визвольним рухом 2-ї половини 18 ст.
Звільнення Болгарії від Османського іга у 1878 році відкрила шлях для нового етапу у розвитку болгарської музичної культури. Виникали хори при нар. "Читалиштах (культ.-просвітницькі організації типу клубів), створювалися духові оркестри. Перший симфонічний оркестр був заснований 1892 року, художній керівник Г. Атанасов.
Серед перших болгарських композиторів — Е. Манолов, Ангел Букорештлієв, П. Піпков, А. Морфов, А. Кристев, Д. Христов. У 1899 р. Емануїл Манолов створив першу болгарську оперу — «Сіромахкиня». Георгій Атанасов написав опери «Алцек», «Косар», «Запустялата воденица». Панайот Пипков створив перші болгарські дитячі оперети «Деца і пташки» і «Щурець та мравкі». Його найвідоміший твір — «Гімн святих Кирила і Мефодія». Нікола Атанасов написав першу болгарську симфонію.
Перші болгарські музиканти отримали музичну освіту в Росії, Німеччині та Австро-Угорщині. У 1904 була створена Софійська приватна музична школа, що 1921 отримала статус академії з середнім і вищим відділенням, а з 1954 відома, як Болгарська державна консерваторія. 1908 року товариство «Болгарска оперна дружба» відкрило свій перший оперний театр у Софії, а у 1920-30-ті роках виникають оперні театри у Стара Загорі, Варні, Пловдиві, Русе. Значно розширилася мережа музичних закладів у повоєнні роки.

## Народна музика
В Болгарії традиційно виділяють одинадцять областей, різних за своїм фольклором: Родопська, Фракійська, Странджанська, Піринська, Шопська, Добруджанська, Середньо-північна, Північнозахідна, Пазарджиксько-Іхтиманська, Велинградська і Середньо-західна.
Основні народні музичні інструменти Болгарії: струнні — гадулка (зазвичай 3-струни, смичковий), тамбура (щипковий); різні духові — гайда (рід волинки), кава (різновид вівчарській сопілки), додюк (сопілка), двоянка (сопілка-двійка); ударні — тупа та інші.
Народна музика Болгарії зберігає самобутні риси щодо образності, мелодики, ладо-гармонічного строю і метроритму. Їй властиві слов'янська наспівність і в той же час богата орнаментика, в основі багатьох мелодій — різні натуральні лади (еолійський, дорійський, фригійський а також лади зі збільшеною секундою). Поряд з простими розмірами 2/4, 3/4, 4/4, 3/8 зустрічаються також 5/8, 7/8, 8/8, 9/8, 10/16, 12/16, 14/16; зустрічаються і складніші комбінації подібних розмірів. Ці розміри є основою різних танців. Наприклад «Ръченица» («рученіца») має розмір 7/16, більшість хороводів — 8/16, проте існують і зі складнішими розмірами: 5/8, 5/16, 7/8, 9/8, 14/16. Часто в одній і тій самій пісні кілька нерівнодольних розмірів; численні пісні не мають постійного розміру.
У будові музичних фраз і речень спостерігається різне поєднання симетричних і несиметричних структур. Ладова будова пісень заснована на старовинних звукорядах; зазвичай їхній діапазон обмежений тетрахордом. Протяжні, головним чином історичні пісні не мають рівномірного тактового поділу, істотну роль грає акцентування словесного тексту, що додає пісням характер речитативу.
Болгарські народні пісні переважно одноголосні. Багатоголосні пісні, яким властивий секундовий і квартовий рух голосів, зустрічаються частіше в середній, західній і південно-західній Болгарії. У народних болгарських танцях (симетричних і несиметричних структур) часто муз. фраза не збігається із закінченням танцю — свідчення того, що танець створювався не одночасно з музикою.

## Музична культура на сучасному етапі
Музична культура Болгарії представлена розгалуженою мережею закладів. Діють
7 оперних театрів (у Софії, Варні,
Старій Загорі, Пловдиві, Бургасі, Русе, Плевені), консерваторія у Софії, ряд музично-драматичних театрів та філармоній.

#### Болгарський рок і метал
- Аналгин
- Артерия
- Ахат
- Adibas
- Балканджи
- Бараби Блус Бенд
- Бичето
- БТР
- Детонатор
- Джендема
- Диана Експрес
- Епизод
- Ера
- Ер малък
- Георги Минчев
- Кале
- Карцер
- Каскадьори
- Клас
- Конкурент
- Контрол
- Кукери
- Кълн
- Монолит
- Млък
- Нова генерация
- Нафталин
- Обратен ефект
- Остава
- Overdawn
- Бандата на Пецко
- Пиромания
- Подуене Блус Бенд
- Пройдоха
- Пропаганда
- Rapehammer
- Ревю
- Светльо & The Legends
- Сигнал
- Сребърните гривни
- Стари муцуни
- Старо зло
- Тангра
- Три и половина
- Уикеда
- Фактор
- ФСБ
- Хиподил
- Холера
- Хоризонт
- Щурците
- Babyface clan
- Cigaretta
- Herman's Wolf Band
- Panican Whyasker
- Rag dolls
- Stain
- Suffer H
- Last Remains

### Болгарська поп-музика
- Ґрафа
- Диана Експрес
- Десі Слава
- Дони и Момчил
- дует Ритон
- Емил Димитров
- Ірина Флорин
- Йорданка Христова
- КариZма
- Лілі Іванова
- Мастило
- Маргарита Хранова
- Нона Йотова
- Паша Христова
- Росиця Кирилова
- Руши Видинлиев
- Слави Трифонов
- Трамвай №5
- Тоні Димитрова
- Фамилия Тоника
- Ъпсурт

### Болгарський джаз
- Акага
- Акустична версия
- Балкантон
- Бели, Зелени, Червени
- Джаз студио Русе
- Джаз Фокус 65
- Динамит брас бенд
- Експеримент
- Милчо Левиев
- Оркестър София
- Стакато

### Болгарський поп-фолк
Виник на початку 90-х років минулого століття і є однією з найпопулярніших і спірних напрямків музики в Болгарії. Пройшов через багато стадій, але досі його ненавидять і захоплюються ним. Найпопулярна музична компанія в Болгарії, «Payner Музика», створена майже виключно з поп-фолк співачок.
Представники: Азис, Алисия, Андреа, Анелия, Бони, Борис Дали, Боряна, Биляна, Весела, Галена, Гергана, Глория, Джена, Елена, Емануела, Емилия, Ивана, Камелия, Константин, Малина, Мария, Полина, Преслава, Райна, Теодора, Тони Стораро, Илиян, Стефани, Цветелина Янева